# 拉丁美洲议会
拉丁美洲议会（西班牙語：Parlamento Latinoamericano，缩写为Parlatino）是拉美和加勒比国家共同体的立法机关，成立于1964年12月10日，设于巴拿马城。议会有276名议员，由直接选举产生。每届议会任期5年。现任议会主席是巴拿马人Elías Castillo。

## 成员
- 阿根廷
- 阿鲁巴
- 巴西
- 玻利维亚
- 智利
- 哥伦比亚
- 古巴
- 薩爾瓦多
- 墨西哥
- 尼加拉瓜
- 巴拿马
- 巴拉圭
- 秘魯
- 荷屬聖馬丁
- 苏里南
- 乌拉圭
- 委內瑞拉